# Опсада Едесе
Опсада Едесе трајала је 28. новембра до 24. децембра 1144. и за последицу је имала пад престонице грофовије Едесе.
Последица унутрашње слабости крсташких држава и збијања редова муслиманских кнежевина, које је почело у 12. веку, била је та да су крсташи почели да губе своје поседе један за другим. Мање од 50 година од Првог крсташког рата, 1144. године, била је изгубљена Едеса, коју је заузео мосулски емир. Едеса је била једна од најважнијих крсташких кнежевина, која је штитила њихове поседе са североистока. Одговор на губитак Едесе био је Други крсташки рат, који је почео 1147. године.

## Увод
Грофовија Едеса је прва крсташка држава у Светој земљи. Формирао ју је Балдуин I током Првог крсташког рата. Након смрти грофа Жосцелина I, власт над грофовијом преузео је његов син Жосцелин II. Он није био ни изблиза способан као отац. Покушао је да склопи савез са византијским царем Јованом II и јерусалимским краљем Фулком I. Међутим, обојица владара умрла су 1143. године. Јерусалимска краљевина остала је у рукама Фулкове жене Мелисенде што је алепском владару Зенгију омогућило да предузме офанзиву.

## Опсада
Сматрајући да је преопасно да остане у граду, Жосцелин се преселио у свој дворац у Турбеселу са друге стране Еуфрата. Сазнавши за то, Зенги је са великом војском предузео опсаду Едесе (28. новембар 1144. године). Руковођење одбраном преузео је надбискуп Иг. Ремон од Поатјеа, кнез Антиохије, био је у лошим односима са Жосцелином те се није упутио да му помогне. Мелисенда је у помоћ послала констабла Манасеа од Ијержа. Манасеје, међутим, стигао прекасно. Турски инжењери срушили су део бедема и град је освојен. Улазак њихових трупа (23. децембар) пропраћен је стравичним сценама. Масакр је зауставио сам Зенги како град не би био превише уништен.

## Последице
Опсада Едесе значајна је по својим последицама. У Европи је сазнање о паду Едесе изазвало велико запрепашћење. Многобројни ходочасници који су се враћали из Јерусалима ширили су страшне вести. Почетком 1145. године код папе Евгенија III стигло је посланство јерменске цркве која је предлагала унију са римокатоличком. Од њих је папа сазнао све детаље. Колико је познато, Жосцелин није тражио помоћ од папе, али је то учинио Ремон од Поатјеа. Вест је највише одјекнула у Француској будући да је већина крсташких барона била из ове државе. Француска црква је вршила притисак на папу да организује нови крсташки поход против муслимана. Томе у прилог ишла је и неочекивана смрт Зенгија кога је 1146. године убио слуга на спавању. Наследила су га двојица синова - Нур ад Дин и Саиф ад Дин.
Идеју о покретању новог крсташког рата први је покренуо француски краљ Луј VII, али је масе потпалио Бернард из Клервоа на сабору у Везелеју (31. март 1146. године). Одушевљење је било слично ономе на сабору у Клермону. У рат се упутио и немачки краљ Конрад III.